# Équipe de France de beach soccer en 2018
Maillots
Cet article traite de l'année 2018 de l'Équipe de France de beach soccer.

## Résumé de la saison
La saison débute en avril avec un stage au Touquet, où 20 joueurs sont sélectionnés, ponctué de deux rencontres amicales contre la Belgique. Les Bleus engrangent deux larges victoires, 12-2 et 9-2.
Du 14 au 18 mai, Stéphane François et son staff organisent un second stage à Saint-Médard-en-Jalles où est convoqué un groupe plus restreint de 12 joueurs. Ce stage est l'occasion d'une double confrontation contre l'Angleterre où les Bleus obtiennent deux victoires étriquées 2-1 puis 3-2.
A la fin du mois de juin, se profile la première échéance officielle : la première étape de l'Euro Beach Soccer League, compétition où les Bleus ambitionnent un ticket pour la Superfinale à Catane. Malheureusement, les protégés de François reviennent de Bakou avec trois revers, un attendu contre le Portugal 5-3, deux autres contre des équipes plus abordables, 4-1 contre l'Azerbaïdjan puis 3-2 contre la Biélorussie.
Avec aucun point en trois rencontres, les Français se trouvent en situation délicate en arrivant à Warnemünde pour la dernière étape de l'EBSL. Le staff a préparé une rencontre amicale sur place face à l'Angleterre afin de roder l'équipe avant les dernières échéances, remporté sur le score de 5-2. Pour la première rencontre du triptyque décisif, les Tricolores sont opposés à l'Allemagne qui se trouve dans la même situation comptable. La France domine la rencontre et s'impose 4-1. Dans une position plus confortable pour le maintien en Division A, les Bleus affrontent ensuite la Russie (défaite 6-1) et frôlent la qualification lors du match contre l'Espagne, perdu 3-2 après avoir mené 0-2. La France finit donc cette EBSL à la 9eposition avec 1 victoire en 6 matchs, l'objectif minimaliste du maintien en Division A étant atteint.

## Résultats détaillés
| Match amical          | France | 12 – 2 | Belgique            |                        |                        |
| 21 avril 2018 17 h 00 | 6e Bizot · 16e Angeletti · 16e Cianni · 17e Soares · 19e Soares · 23e Barbotti · 24e Angeletti · 27e Drouillet · 29e Barbotti · 32e Gosselin · 34e Grandon · 35e Bizot |        | 5e Zoim · 28e Belmé | Le Touquet-Paris-Plage | Le Touquet-Paris-Plage |

| Match amical          | France | 9 – 2 | Belgique               |                        |                        |
| 22 avril 2018 15 h 00 | 4e Angeletti · 7e Soares · 10e Bizot · 14e Grandon · 20e Angeletti · 22e Bizot · 27e Quaziz · 29e Arini · 31e Tillet |       | 21e de Meu · 30e Gomes | Le Touquet-Paris-Plage | Le Touquet-Paris-Plage |

| Match amical        | France             | 2 – 1 | Angleterre |                        |                        |
| 16 mai 2018 18 h 00 | Soares · Angeletti |       | Clarke     | Saint-Médard-en-Jalles | Saint-Médard-en-Jalles |

| Match amical        | France                        | 3 – 2 | Angleterre      |                        |                        |
| 17 mai 2018 20 h 00 | Soares · François · Angeletti |       | Clarke · Clarke | Saint-Médard-en-Jalles | Saint-Médard-en-Jalles |

| Euro Beach Soccer League | France       | 1 – 4 | Azerbaïdjan                                           |       |       |
| 22 juin 2018 16 h 30     | 29e Barbotti |       | 7e Zeynalov · 7e Aliyev · 31e Zeynalov · 33e Zeynalov | Bakou | Bakou |

| Euro Beach Soccer League | Portugal                                                          | 5 – 3 | France                                    |       |       |
| 23 juin 2018 14 h 00     | 6e Leo Martins · 6e Coimbra · 8e Madjer · 13e Madjer · 27e Madjer |       | 1re Soares · 25e Angeletti · 32e Barbotti | Bakou | Bakou |

| Euro Beach Soccer League | Biélorussie                                 | 3 – 2 | France                    |       |       |
| 24 juin 2018 14 h 00     | 6e Hapon · 12e Bryshtel · 32e Kanstantsinau |       | 17e Belhomme · 28e Maison | Bakou | Bakou |

| Match amical         | France                                           | 5 – 2 | Angleterre      |            |            |
| 23 août 2018 17 h 00 | François · François · Hauata · Barbotti · Wallon |       | Clarke · Clarke | Warnemünde | Warnemünde |

| Euro Beach Soccer League | France                                                     | 4 – 1 | Allemagne  |            |            |
| 24 août 2018 17 h 30     | 18e Leblanc · 19e Barbotti · 26e Basquaise · 35e Angeletti |       | 34e Romrig | Warnemünde | Warnemünde |

| Euro Beach Soccer League | Russie                                                                                                | 6 – 1 | France        |            |            |
| 25 août 2018 16 h 30     | 9e Krasheninnikov · 21e Zemskov · 22e Krasheninnikov · 26e Zemskov · 30e Krasheninnikov · 32e Zemskov |       | 13e Angeletti | Warnemünde | Warnemünde |

| Euro Beach Soccer League | Espagne                                | 3 – 2 | France                    |            |            |
| 26 août 2018 15 h 25     | 9e Antonio · 21e Llorenç · 22e Antonio |       | 3e Angeletti · 4e Grandon | Warnemünde | Warnemünde |

## Statistiques

### Buteurs
10 buts                    
- Victor Angeletti  ( Belgique x2,  Belgique x2,  Angleterre,  Angleterre,  Portugal,  Allemagne,  Russie,  Espagne)

6 buts            
- Julien Soares  ( Belgique x2,  Belgique,  Angleterre,  Angleterre,  Portugal)
- Anthony Barbotti  ( Belgique x2,  Azerbaïdjan,  Portugal,  Angleterre,  Allemagne)

4 buts        
- Baptiste Bizot  ( Belgique x2,  Belgique x2)

3 buts      
- Léo Grandon  ( Belgique,  Belgique,  Espagne)
- Stéphane François  ( Angleterre,  Angleterre x2)

1 but  
- Anthony Cianni  ( Belgique)
- Lucas Drouillet  ( Belgique)
- Quentin Gosselin  ( Belgique)
- David Quaziz  ( Belgique)
- Lucas Arini  ( Belgique)
- Christophe Tillet  ( Belgique)
- Stéphane Belhomme  ( Biélorussie)
- Bryan Maison  ( Biélorussie)
- Tehepuarii Hauata  ( Angleterre)
- Martin Wallon  ( Angleterre)
- Olivier Leblanc  ( Allemagne)
- Jérémy Basquaise  ( Allemagne)

### Effectif utilisé
| Numéro / Nom       | Numéro / Nom                 | Équipe                    | Sél. (but)                                                                 | Date de naissance | J.              |                 |                 |                 |                 |
| Gardiens de but    | Gardiens de but              | Gardiens de but           | Gardiens de but                                                            | Gardiens de but   | Gardiens de but | Gardiens de but | Gardiens de but | Gardiens de but | Gardiens de but |
| ------------------ | ---------------------------- | ------------------------- | -------------------------------------------------------------------------- | ----------------- | --------------- | --------------- | --------------- | --------------- | --------------- |
|                    | Anthony Cianni               | Montpellier HBS           | 42 (1)                                                                     | 21 février 1990   | 7               | 1               |                 |                 |                 |
|                    | Joao Filipe Dantas Fernandes | Montpellier HBS           | 1 (0)                                                                      | 29 mai 1996       | 1               | 0               |                 |                 |                 |
| 1                  | Teheipuarii Hauata           | BT3F Muespach             | 4 (1)                                                                      | 20 janvier 1991   | 4               | 1               |                 |                 |                 |
|                    | Thomas Jacquemin             | FC Saint-Médard-en-Jalles | 10 (0)                                                                     | 30 octobre 1995   | 7               | 0               |                 |                 |                 |
| 16                 | Mathieu Prouvost             | AS Étaples                | 4 (0)                                                                      | 14 août 1997      | 2               | 0               |                 |                 |                 |
| Défenseurs         |                              |                           |                                                                            |                   |                 |                 |                 |                 |                 |
|                    | Lucas Arini                  | Montpellier HBS           | 3 (1)                                                                      | 9 avril 1996      | 3               | 1               |                 |                 |                 |
| 8                  | Stéphane François            | Sans club                 |                                                                            | 11 avril 1976     | 9               | 3               |                 |                 |                 |
| 12                 | Quentin Gosselin             | AS Étaples                | 12 (3)                                                                     | 12 avril 1996     | 7               | 1               |                 |                 |                 |
| 14                 | Olivier Leblanc              | FC Saint-Médard-en-Jalles | 4 (1)                                                                      | 16 mai 1987       | 4               | 1               |                 |                 |                 |
|                    | Bryan Maison                 | CSO Amnéville             | 24 (6)                                                                     | 4 juillet 1997    | 3               | 1               |                 |                 |                 |
|                    | Julien Soares                | Montpellier HBS           |                                                                            | 22 octobre 1988   | 7               | 6               |                 |                 |                 |
| 5                  | Martin Wallon                | AS Étaples                | 5 (1)                                                                      | 23 octobre 1996   | 2               | 1               |                 |                 |                 |
| Milieux de terrain |                              |                           |                                                                            |                   |                 |                 |                 |                 |                 |
| 7                  | Jérémy Basquaise             | La Grande-Motte PBS       |                                                                            | 21 septembre 1985 | 8               | 1               |                 |                 |                 |
|                    | Stéphane Belhomme            | La Grande-Motte PBS       | 17 (11)                                                                    | 19 novembre 1995  | 5               | 1               |                 |                 |                 |
| 6                  | Baptiste Bizot               | FC Saint-Médard-en-Jalles | 31 (13)                                                                    | 29 août 1985      | 11              | 4               |                 |                 |                 |
|                    | Lucas Drouillet              | FC Saint-Médard-en-Jalles | 5 (1)                                                                      | 24 octobre 1995   | 5               | 1               |                 |                 |                 |
| 13                 | Léo Grandon                  | La Grande-Motte PBS       | 19 (5)                                                                     | 21 février 1995   | 6               | 3               |                 |                 |                 |
|                    | Christophe Tillet            | La Grande-Motte PBS       |                                                                            | 16 janvier 1995   | 1               | 1               |                 |                 |                 |
| Attaquants         |                              |                           |                                                                            |                   |                 |                 |                 |                 |                 |
| 18                 | Victor Angeletti             | CSO Amnéville             | 24 (16)                                                                    | 20 novembre 1994  | 11              | 10              |                 |                 |                 |
| 10                 | Anthony Barbotti             | La Grande-Motte PBS       |                                                                            | 8 mars 1988       | 11              | 6               |                 |                 |                 |
|                    | David Quaziz                 | Marseille BT              | 2 (2)                                                                      | 31 mars 1988      | 1               | 1               |                 |                 |                 |
| Sélectionneur      |                              |                           |                                                                            |                   |                 |                 |                 |                 |                 |
|                    | Stéphane François            |                           | Sélectionneur : en 2018 : 11 matchs (V : 6, Va.p. : 0, Vt.a.b. : 0, D : 5) | 11 avril 1976     |                 |                 |                 |                 |                 |
|                    | Gérard Sergent               |                           | Sélectionneur-Adjoint                                                      | 3 septembre 1965  |                 |                 |                 |                 |                 |
|                    | Arnaud Proust                |                           | Sélectionneur-Adjoint                                                      | 10 avril 1972     |                 |                 |                 |                 |                 |
|                    | Bernard de Fontenelle        |                           | Médecin                                                                    |                   |                 |                 |                 |                 |                 |
|                    | Stéphane Laroche             |                           | Kinésithérapeute                                                           |                   |                 |                 |                 |                 |                 |
|                    | Jean-Claude Printant         |                           | Chef de délégation                                                         | 6 juin 1953       |                 |                 |                 |                 |                 |

 = capitaine --  Gardien de butDéfenseurMilieu de terrainAttaquantSélectionneur